# ماري باركر
ماري باركر (بالإنجليزية: Mary Parker)‏ هي ممثلة أمريكية، ولدت في 28 أغسطس 1918، وتوفيت في 2 مارس 1998.

## وصلات خارجية
- ماري باركر على موقع IMDb (الإنجليزية)
- ماري باركر على موقع قاعدة بيانات برودواي على الإنترنت (الإنجليزية)